# Aucasaurus
Aucasaurus (), släkte med dinosaurier från Sydamerika. Aucasaurus tillhörde familj abelisauridae, en grupp köttätande dinosaurier som man tror florerade på södra halvklotet under senare delen av den geologiska perioden Krita. Aucasaurus var nära släkt med Carnotaurus och Rajasaurus, men var mindre än dessa. Den tros ha levt för omkring 80-70 milj. år sedan.

## Upptäckt

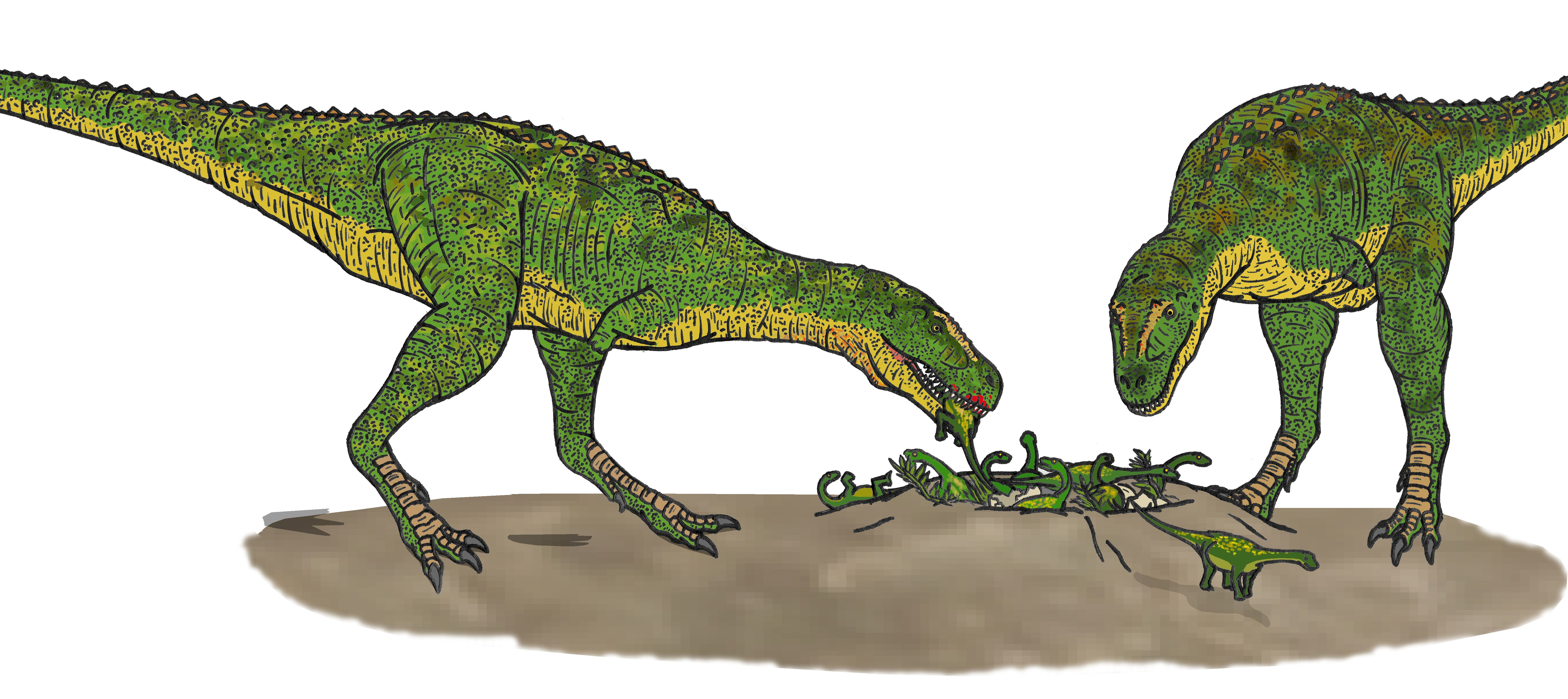
Aucausaurus plundrar ett sauropodbo.

Aucasaurus är känd från ett enda skelett från ett vuxet djur (MCF-PVPH-236) som är nästan komplett, så när som på större delen av svansen. Det hittades av en grupp forskare från Natural History Museum of Los Angeles County under en utgrävning i Patagonien, 1999, och publicerades i Journal of Vertebrate Paleontology 2002. Namnet Aucasaurus kommer av att fossilet hittades i närheten av utgrävningsplatsen Auca Mahuevo, där man hittat massor med ägg från växtätande sauropoder. Artnamnet Garridoi är efter Albert Garrido, som hittade fossilet. Det är en av de mest välbevarade abelisauriderna man hittat.

## Beskrivning

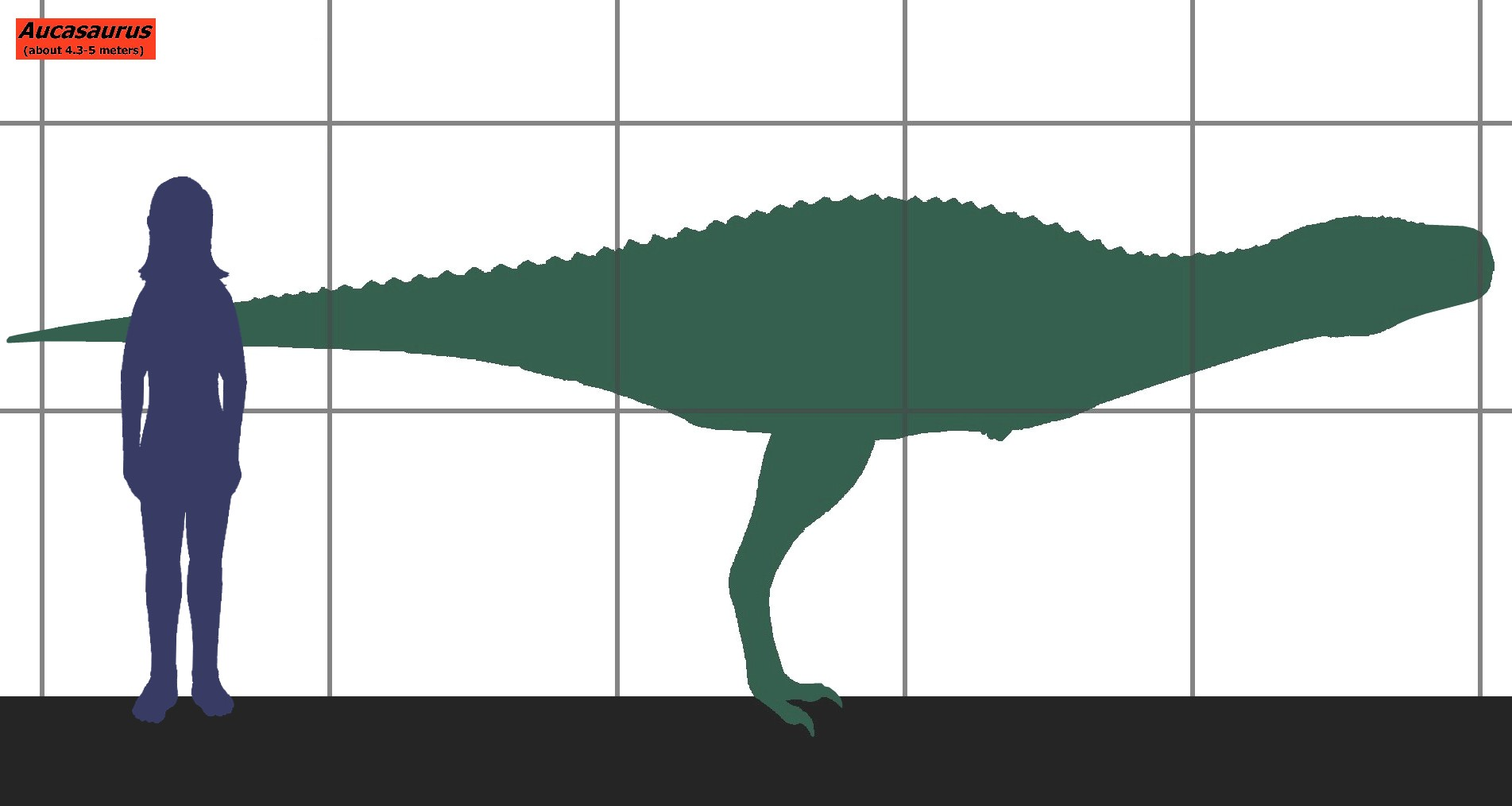
Aucasaurus storlek, jämfört med en människa.

Aucasaurus var en typisk abelisaurid. Den var utpräglad att endast gå på bakbenen, och balanserade kroppen med svansen. Kroppslängden från nos till svans uppgick till ungefär 4,5 - 5 meter. Skallen var väldigt kort i förhållande till sin höjd, dock inte lika mycket som hos Carnotaurus, och halsen var relativt lång jämfört med andra större theropoder (såsom Tyrannosaurus). Kroppen var förmodligen formad som en kagge. Aucasaurus framben var osedvanligt korta, och man vet inte om de kan ha använts till något. underarmsbenen var endast en tredjedel så långa som överarmen, och fingrarna, som var extremt korta, verkar inte ha haft några klor. Bakbenen var kraftiga, och slutade i fyra tår. Den innersta tån var mindre än de andra, och nådde inte ned till marken.